# Picanço-de-almofadinha-do-norte
Picanço-de-almofadinha-do-norte (Nome científico: Dryoscopus gambensis) é uma espécie de ave da família Malaconotidae.
Pode ser encontrada nos seguintes países: Angola, Benim, Burquina Fasso, Burundi, Camarões, República Centro-Africana, Chade, República do Congo, República Democrática do Congo, Costa do Marfim, Guiné Equatorial, Eritrea, Etiópia, Gabão, Gâmbia, Gana, Guiné, Guiné-Bissau, Quénia, Libéria, Mali, Mauritânia, Níger, Nigéria, Ruanda, Senegal, Serra Leoa, Somália, Sudão, Tanzânia, Togo e Uganda.
Os seus habitats naturais são: florestas subtropicais ou tropicais húmidas de baixa altitude, florestas de mangal tropicais ou subtropicais e savanas húmidas.